# توکوآ (جورجیا)
توکوآ، جورجیا (به انگلیسی: Toccoa, Georgia) یک شهر در ایالات متحده آمریکا با جمعیت ۸٬۴۹۱ نفر است که در جورجیا واقع شده‌است.

## موقعیت جغرافیایی
موقعیت جغرافیایی شهرها و مناطق اطراف به شرح زیر است: